# Barbro Hiort af Ornäs
Barbro Hiort af Ornäs (Göteborg, 28 agosto 1921 – Stoccolma, 27 novembre 2015) è stata un'attrice svedese.

## Biografia
Discendente da un'antica famiglia della nobiltà svedese, era figlia dell'ingegnere Erik Hiort af Ornäs e di Alma Arnström. Debuttò nel 1943 sia nel cinema, con il film Kvinnor i fångenskap di Olof Molander, che nel teatro, ne I tre moschettieri di Alexandre Dumas, lavorando stabilmente dal 1945 al Reale Teatro Drammatico di Stoccolma. 
Interpretò più di sessanta ruoli cinematografici e televisivi, continuando a calcare le scene teatrali. La sua interpretazione nel film Alle soglie della vita di Ingmar Bergman le valse il premio per la migliore attrice al Festival di Cannes del 1958.

## Filmografia
- Kvinnor i fångenskap, 1943
- Ungdom i fara, 1946
- Flickan från tredje raden, 1949
- Fästmö uthyres, 1950
- Medan staden sover, 1950
- Dårskapens hus, 1951
- Greve Svensson, 1951
- Barabba, regia di Alf Sjöberg (1953)
- Älskling på vågen, 1955
- Das Fräulein von Scuderi, regia di Eugen York (1955)
- Gäst i eget hus, 1957
- Alle soglie della vita, 1958
- Pojken i trädet, 1961
- A proposito di tutte queste... signore, 1964
- Älskande par, 1964
- La vergogna, 1966
- Eva - den utstötta, 1969
- Som natt och dag, 1969
- Ur kärlekens språk, 1969
- Passione, 1969
- Skräcken har 1000 ögon, 1970
- Beröringen, 1971
- Scene da un matrimonio (Scener ur ett aktenskap), 1973
- Smutsiga fingrar, 1973
- Bröllopet, 1973
- Champagnegalopp, 1975
- Jag är med barn, 1979
- Sällskapsresan 2 - Snowroller, 1985
- S.O.S. - En segelsällskapsresa, 1988
- Amelia, 1991
- Den ofrivillige golfaren, 1995
- Selma & Johanna - en roadmovie, 1997
- Hälsoresan - En smal film av stor vikt, 1999
- Den utvalde, 2005